# Brachyphylla nana
Brachyphylla nana — вид родини листконосові (Phyllostomidae), ссавець ряду лиликоподібні (Vespertilioniformes, seu Chiroptera).

## Середовище проживання та екологія
Країни поширення: Кайманові острови, Куба, Домініканська Республіка, Гаїті. Тварина дуже товариська, утворює великі колонії, знайдені в печерах. Може жити в тій же печері разом з іншими видами (Brachyphylla, Erophylla і Phyllonycteris). Раціон включає в себе фрукти, пилок, нектар і комах, проте в неволі може харчуватися бананами. Цей вид покидає печери останнім після заходу сонця. 